# Marcus Fenix
Marcus Fénix es un personaje ficticio del videojuego Gears of War creado por la escritora inglesa Karen Traviss, que dio origen a una reconocida serie de libros y videojuegos de disparos en tercera persona con tema de ciencia ficción militar, creados por la empresa Epic Games para Xbox.

## Resumen de su vida
Marcus Fénix, sargento del Ejército de la Coalición de Gobiernos Ordenados (CGO), es un hombre de 1.85 metros de altura, 110 kilogramos de peso, ojos azules y cabello negro, nacido en la ciudad Tyrus en el planeta Sera 21 años antes del Día de la Emergencia (Día E).
Fue un muy reconocido militar durante las Guerras del Péndulo, un conflicto global entre dos superpotencias de Sera: la Coalición de Gobiernos Ordenados (CGO) y la Unión de Repúblicas Independientes (URI), quienes luchaban por el control de la Imulsión (sustancia luminiscente, altamente volátil y de baja viscosidad, impulsor del desarrollo humano como combustible).
Ganó la Estrella Embry, la más grande condecoración de todas, por sus grandes hazañas en la Batalla de los Campos de Aspho, también conocida como Operación: Nivelador, en la que, en el Punto Aspho, se encontró la tecnología del Martillo del Alba, un láser basado en satélites de la COG y la UIR. 
Al igual que para el resto de la humanidad, su vida cambió después del Día de la Emergencia, el día en el que toda la superficie de Sera sufrió un asalto veloz, a gran escala, coordinado y sin precedentes, iniciado por la Horda Locust o Ejército Larva, raza de humanoides reptilianos, cuya civilización, hasta entonces, se había desarrollado en regiones subterráneas de Sera.
A pesar de que Marcus luchó con valentía contra las tropas Locust durante 10 años, abandonó su puesto para rescatar a su padre, el científico Adam Fenix, pero desafortunadamente no logró llegar a tiempo. Fue juzgado por negligencia y abandono en el incumplimiento del deber y condenado a 40 años de prisión en la Cárcel de Máxima Seguridad de Jacinto. Se mantuvo preso 4 años hasta que fue liberado por su compañero y mejor amigo, Dominic Santiago, a quien conoció en la escuela secundaria por medio de su hermano mayor Carlos Santiago.
Luego, Marcus reemplazó a Minh Young Kim, el anterior líder del pelotón Delta, después de su muerte a manos del General RAAM. Junto con el pelotón Delta, él detonó la Bomba de Masa Ligera y destruyó gran parte de la Hondonada. Con su respeto nuevamente ganado, Marcus participó en la Operación: Tormenta en la Hondonada, en la que se hundió la ciudad de Jacinto. Después de la CGO se trasladó a Vectes, Marcus luchó contra los Supervivientes y los Lambent, hasta que la CGO se derrumbó tras el abandono del expresidente Richard Prescott. Marcus, y el resto de Delta se unieron con otros Gears a bordo del CNV Sovereign, tratando de sobrevivir junto con muchos otros civiles.
Marcus se enamoró de la teniente Anya Stroud, y ella de él, quien se había sentido atraído hacia ella desde su primer encuentro en una visita que ella hizo con su madre, Helena Stroud, a un campo de entrenamiento de Gears, aunque a inicios de conocerce, Marcus nunca le declaró a Anya sus sentimientos por ella, su mejor amigo, Dominic Santiago, se lo dijo a Anya más tarde.
Al finalizar la guerra, Marcus abandonó la CGO, y se convirtió en el esposo de Anya Stroud, con quien tuvo un hijo llamado James Dominic Fenix (J.D.).